# Klášter Sezemice
Klášter Sezemice byl ženský cisterciácký klášter na území tehdejší vsi Sezemice u Pardubic. Byl pravděpodobně šlechtickou fundací vzniklou zhruba okolo roku 1265. Kterému rodu či šlechtici můžeme být vděčni za založení, se neví. Erby dochované v kaplích sv. Anny a sv. Antonína pocházejí až ze 14. století.
Ženská větev cisterciáckého řádu neměla vlastní organizační strukturu a jednotlivé domy byly vždy podřízeny patronskému mužskému klášteru. Na žádost pražského biskupa o inkorporování do řádu z roku 1267 byl klášter rozhodnutím generální kapituly roku 1269 inkorporován podřízením klášteru Hradiště nad Jizerou.
Ve víru husitských válek se ztratil klášterní archiv.

## Historie sezemického kláštera
Písemnosti týkající se kláštera se dochovaly až z první třetiny 14. století a z nich vyplývá, že sezemické jeptišky byly pravidelně okrádány lupiči. Přicházely o koně a dobytek, ekonomická situace kláštera byla bídná. Okolo roku 1333 postihl klášter veliký požár a po něm následovala vichřice. Papež Jan XXII. pak udělil klášteru odpustky pro návštěvníky, kteří přispějí na jeho opravu a královna vdova Eliška Rejčka odkázala cisterciačkám 20 kop grošů. Spekuluje se také, že zachovaný soubor liturgických rukopisů zhotovených právě pro Elišku Rejčku byl původně zamýšlen jako dar klášteru v Sezemicích.
Z roku 1350 se dochoval zápis litomyšlské diecéze o velikosti konventu sezemického kláštera. Žilo zde tehdy jedenáct jeptišek, deset mnišek a abatyše. Za vlády Karla IV. se klášteru celkem dařilo, sestry rozšiřovaly svůj majetek. V květnu 1421 byl klášter podle Kroniky Vavřince z Březové vypálen tábority a velký vypravěč Václav Hájek z Libočan o pár desítek let později tvrdí, že vojsko zde zajalo třináct panen, které dle Žižkova příkazu měly být svázány a utopeny v potoce. Pražští hejtmané byli útlocitnější a ujistili se, že panny u sebe nemají žádný majetek, poté je propustili.
Po dobytí a vypálení kláštera připadl opuštěný majetek synům Jiřího z Poděbrad a stal se součástí panství Kunětická hora. Mezi doložené klášterní vsi patří Sezemice, část Počapel, Komárov, Choteč a Lukovna. Klášter zcela zanikl a sestry se nikdy nevrátily.